# ヴァシーリー2世
ヴァシーリー2世（Василий II, Vasilii II、1415年3月10日 - 1462年3月27日）は、モスクワ大公（在位：1425年 - 1434年、1434年 - 1462年）。
ヴァシーリー1世の次男。母親はリトアニア大公ヴィータウタスの娘ソフィヤ。妃はボロフスク公ヤロスラフ・ウラジミロヴィチの娘マリヤ、息子にはイヴァン3世、ユーリー、アンドレイ、ボリス、アンドレイがいる。1420年代から1450年代までの内戦期を戦い抜き、モスクワ大公国の多くの分領を廃止して、統一国家の土壌を整えた。内戦期に盲目にされたため、ヴァシーリー盲目公とも呼ばれる。

## 生涯

### 1434年に大公位を奪われるまで
内戦の発端は、祖父・ドミトリイ・ドンスコイの遺言状にあった。そのなかで未だ子がなかったヴァシーリー1世が死去した場合に備え、その弟であるユーリー・ドミトリエヴィチが兄の死後の相続人として挙げられていた。そのために、ヴァシーリー1世が息子ヴァシーリー2世を後継者に指名した際、これにユーリーが不満を覚え、その息子ヴァシーリー・コソイとドミトリー・シェミャーカ、ドミトリー・クラスヌィーとともにヴァシーリー2世に対抗したのである。ユーリーは、ルーシに伝統的であった年長制相続によっても自己の大公位相続を正当化した。但し、ヴァシーリー2世の母親がリトアニア大公ヴィタウタスの娘であったこと、またモスクワ府主教フォティイがあからさまにヴァシーリー2世を支持したため、この両者が亡くなる1430年代初頭までは、ユーリー側とヴァシーリー2世とのあいだで戦端は開かれなかった。
しかし、ヴァシーリー2世の結婚式において、その母親ソフィヤがヴァシーリー・コソイの黄金のベルトを奪うという侮辱行為をしたことが原因で、両陣営は軍事衝突にいたる。そうしたなかで、ヴァシーリー2世は敗れ続け、ユーリー公は最終的に1434年にモスクワに入り大公になったが、ユーリーの家臣に地位を奪われることを恐れたモスクワ士族たちがヴァシーリー2世を支持したためユーリーの支配は長続きしなかった。

### ユーリー公の死後：ヴァシーリー・コソイとの大公位をめぐる戦い
1434年にユーリー公が死んだ後、イヴァン1世の一門のなかで年長になったのはヴァシーリー2世だったが、ヴァシーリー・コソイはここで長子相続を主張し始める。彼の2人の弟はこれを機に、ヴァシーリー2世の支持に回ることになる。

### ドミトリー・シェミャーカとの戦い
ヴァシーリー2世はコソイを追放した。これにコソイの弟・ドミトリー・シェミャーカと抗争した。だが1445年にノヴゴロドを占領していたカザン・ハン国のウルグ・ムハンマド（大ムハンマド）によってヴァシーリー2世は捕らえられた（スーズダリの戦い）。釈放の条件として莫大な身代金(20万銀ルーブリ)を要求され、要求どおり支払う。そのため釈放された上にムハンマドから援軍を与えられ、シェミャーカとの抗争にひとまず勝利した。
ところがタタールの援助を得たことと過酷な身代金要求はボヤール（大貴族）らより多くの不満を招き、ヴァシーリー2世は孤立する。シェミャーカはこれに乗じて勢力を回復してモスクワを奪ってヴァシーリー2世を捕らえて目を潰し、ウグリチに幽閉した。
だが貴族らはシェミャーカの政策に反発し、幽閉されていたヴァシーリー2世を助け出した。ヴァシーリー2世はトヴェリに逃れて再起を果たし、モスクワを奪還した。1450年にはシェミャーカの本拠であったガーリチを陥落させ、1453年にはシェミャーカを毒殺して抗争に勝利した。

### 最期
その後は国内政策に尽力すると同時に、シェミャーカに加担して敵対していたノヴゴロドを攻撃し、1456年にヤジェルビーツィ条約を結んで、ノヴゴロドの独立性を削ぐことに成功した。
1462年3月、衰弱性の病に冒されたヴァシーリー2世は、治療のために火をつけた木片を肌にあてたが、これにより身体の多くに火傷を負い、その傷口が化膿して死去した。48歳没。跡を子のイヴァン3世が継いだ。